# Кулешов, Степан Иванович
Степа́н Ива́нович Кулешо́в (15 июля 1921, с. Казинка, Воронежская губерния — 31 октября 1975, с. Казначеевка, Белгородская область) — красноармеец Рабоче-крестьянской Красной Армии, участник Великой Отечественной войны, Герой Советского Союза (1944).

## Биография
Степан Кулешов родился 15 июля 1921 года в селе Казинка (ныне — Валуйский район Белгородской области). После окончания неполной средней школы работал в колхозе. В марте 1944 года Кулешов был призван на службу в Рабоче-крестьянскую Красную Армию. С апреля того же года — на фронтах Великой Отечественной войны, был стрелком 929-го стрелкового полка 254-й стрелковой дивизии 52-й армии 2-го Украинского фронта. Отличился во время освобождения Румынии.
20 мая 1944 года во время боя на подступах к Яссам Кулешов в критический момент бросился с гранатой под танк противника и не только подорвал его, но и сумел при этом выжить. После лечения в госпитале он был демобилизован по ранению.
Указом Президиума Верховного Совета СССР от 13 сентября 1944 года красноармеец Степан Кулешов был удостоен высокого звания Героя Советского Союза с вручением ордена Ленина и медали «Золотая Звезда».
Вернулся на родину, проживал в селе Казначеевка Валуйского района, работал в местном колхозе. Скончался 31 октября 1975 года.
Был также награждён рядом медалей.

## Память

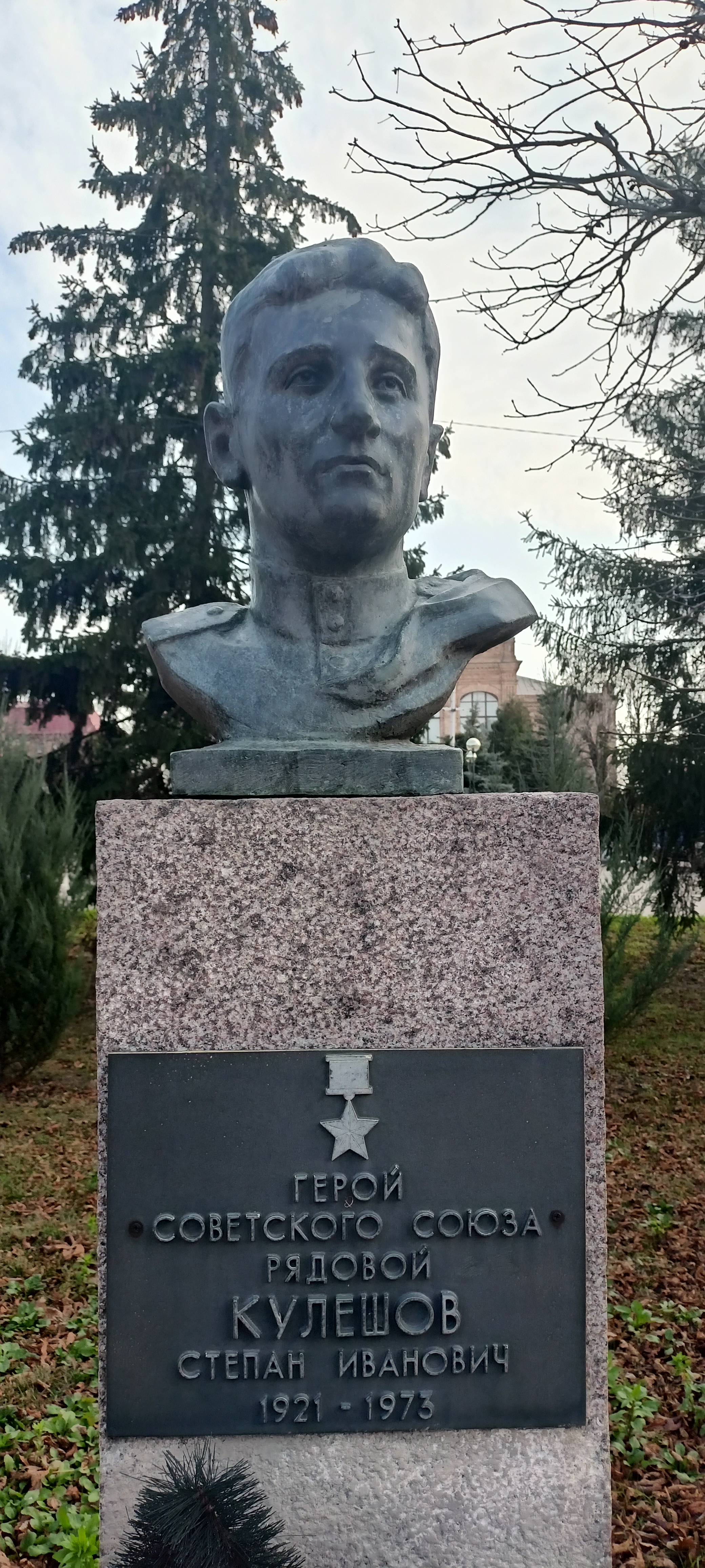

- В честь Кулешова установлен бюст в Казначеевка и названа школа в посёлке Пижма Нижегородской области.
- На Аллее Героев в городе Валуйки установлен бюст С. Кулешова.